# Crosby (Condado de Hamilton)
Crosby é um dos doze municípios do Condado de Hamilton, em Ohio, Estados Unidos. O censo de 2010 encontrou 2.767 pessoas no município.

## Geografia
Localizado na parte noroeste do município, faz fronteira com os seguintes municípios:
- Ross, Condado de Butler - nordeste
- Colerain - leste
- Whitewater - sul
- Harrison - oeste
- Morgan, Condado de Butler - noroeste

Um município, Harrison, embora localizado principalmente em Harrison Township, se estende para o leste em Crosby.
A área total do município é de 20 milhas quadradas (52   km²). O terreno nasce em uma série de colinas do rio Great Miami, no sudeste, e se torna mais regular no norte e oeste. Em 1990, apenas 9% das terras do município haviam sido desenvolvidas para uso suburbano, enquanto 60% eram agrícolas e 27% permaneciam arborizadas. A maior parte do extenso County Park, Miami Whitewater Forest, está localizada em Crosby Township.
O município mantém grande parte de sua área original e caráter rural.[carece de fontes?]

### Assentamentos
Embora não haja aldeias formalmente organizadas no município, houve três assentamentos: New Baltimore, New Haven e o Assentamento Shaker de Whitewater.
New Baltimore, formada em 1819 por Samuel Pottinger, está situada no Great Miami River a cerca de 4 milhas (6 km) leste de New Haven. Em julho de 1863, os Corsários de Morgan usaram um vau em New Baltimore para atravessar o Rio Miami.
New Haven foi pavimentada como uma vila por Joab Comstock em 1815. No século 19, a vila tinha uma estação de correios, mas era conhecida como "Preston". Isso foi necessário, já que já havia um New Haven no Condado de Huron, Ohio, e o nome foi atribuído pelo primeiro postmaster, Alexander Preston Cavender.
Em 1824, o assentamento foi acelerado pela fundação da Whitewater Shaker Village como uma comuna dos Shakers, a quarta e última vila da organização em Ohio. Começando com 18 membros e 20 acre(s)s (8,1 ha), a comunidade cresceu para mais de 125 membros e ocupou 1 400 acre(s)s (570 ha), e permaneceu uma comunidade ativa até ser abandonada em 1916, como parte do declínio geral da seita. Hoje, o cemitério Shaker da vila é mantido pelos curadores do município e está aberto ao público; Embora a maioria dos edifícios do assentamento permaneça ao longo da Oxford Road, todos são de propriedade privada.

## Nome
Nomeado para a mãe de Joab Comstock, Thankful Crosby, é o único município de Crosby em todo o estado. A estrada Willey, no entanto, pode ter sido nomeada para a esposa de Joab, Eunice Willey.

## História
As terras em Crosby foram abertas mais tarde e mais lentamente que seus vizinhos do sul. Enquanto boas terras permaneciam à venda nos municípios mais acessíveis, havia pouco incentivo para sair tão longe do rio Ohio. Dificuldades com os índios locais contribuíram para esse atraso.
Joab Comstock foi o primeiro colono. Ele veio de New Haven, Connecticut, em 1801 e comprou várias seções que antecederam as margens do Great Miami River. O município foi organizado em 1803.
Um elemento singular do papel de Crosby Township na história está relacionado às crenças pacifistas dos Shakers e de alguns de seus vizinhos. Durante a Guerra Civil, um fundo de subscrição foi levantado e mantido pelo secretário da prefeitura, com os fundos usados para pagar uma recompensa a um voluntário para substituir qualquer assinante convocado. Quando a guerra e o recrutamento terminaram em 1865, os US$ 1.200 restantes foram usados para erguer o edifício que serviu como Crosby Township Hall desde então.

## Governo
O município é governado por um conselho de três membros, eleitos em novembro de anos ímpares para um mandato de quatro anos a partir de 1º de janeiro seguinte. Dois são eleitos no ano seguinte à eleição presidencial e um é eleito no ano anterior. Há também um oficial fiscal eleito, que cumpre um mandato de quatro anos a partir de 1º de abril do ano após a eleição, realizado em novembro do ano anterior à eleição presidencial. As vagas na diretoria fiscal ou no conselho de curadores são preenchidas pelos demais curadores.

### Fernald
Uma questão importante no município é a atividade em andamento relacionada à limpeza do local da fábrica de Fernald, construída durante a Segunda Guerra Mundial e usada para refinar os isótopos de urânio necessários para a primeira bomba atômica.